# УЕФА Лига шампиона 2022/23.
УЕФА Лига шампиона 2022/23. била је 68. сезона највећег европског клупског фудбалског такмичења у организацији УЕФА и 31. сезона откако је такмичење реформисано из Купа европских шампиона у УЕФА Лигу шампиона.
Финале је одиграно на Олимпијском стадиону Ататурк у Истанбулу у Турској. Стадион је првобитно био одређен за организовање финала 2020. и 2021. године, али је место одигравања померено због пандемије ковида 19 која је тада била присутна у Турској.
Манчестер Сити је у финалу победио Интер Милано са 1 : 0 и освојио своју прву титулу Лиге шампиона. Као првак такмичења Манчестер Сити се аутоматски пласирао у групну фазу Лиге шампиона наредне сезоне. Такође је добио право да игра против победника УЕФА Лиге Европе 2022/23, Севиље, у УЕФА суперкупу 2023. и да наступа на Светском клупском првенству 2023. и 2025. године.
Реал Мадрид је био бранилац титуле шампиона будући да је претходне сезоне освојио рекордну четрнаесту титулу првака Европе, али га је елиминисао Манчестер Сити у полуфиналу.

## Учешће екипа
У Лиги шампиона 2022/23. учествује 78 екипа из 53 од 55 националних савеза који припадају УЕФА (изузеци су Русија, којој је забрањено наступање у Уефиним такмичењима због почетка војне инвазије на Украјину раније ове године, као и Лихтенштајн,Напомена ЛИХ[›] који не организује национално првенство). Поредак националних савеза, који се саставља на основу Уефиних коефицијената, користи се за одређивање броја учесника за сваки појединачни савез у такмичењу:
- савези рангирани од 1. до 4. места имају по четири клуба;
- савези рангирани на 5. и 6. месту имају по три клуба;
- савези рангирани од 7. до 15. места (изузев Русије)Напомена РУС[›] имају по два клуба;
- савези рангирани од 16. до 55. места (изузев Лихтенштајна)Напомена ЛИХ[›] имају по један клуб.
- Такође, победницима Лиге шампиона 2021/22. и Лиге Европе 2021/22. осигурано је место у такмичењу уколико не успеју да се квалификују у овосезонску Лигу шампиона у сопственом првенству.

### Рангирање савеза
Савезима су додељена места на Уефиној ранг-листи на основу својих коефицијената за 2021. годину, који узимају у обзир учинак клубова у европским такмичењима од 2016/17. до 2020/21.
Осим расподеле засноване на коефицијентима, савези могу имати додатне учеснике у Лиги шампиона, као што је доле наведено:
- (ЛЕ) — додатно место за победника Лиге Европе из прошле сезоне.

| Поз. | Савез       | Коеф.   | Бр. ФК | Дод.           |
| ---- | ----------- | ------- | ------ | -------------- |
| 1    | Енглеска    | 100,569 | 4      |                |
| 2    | Шпанија     | 97,855  | 4      |                |
| 3    | Италија     | 75,438  | 4      |                |
| 4    | Немачка     | 73,570  | 4      | +1 (ЛЕ)        |
| 5    | Француска   | 56,081  | 3      |                |
| 6    | Португалија | 48,549  | 3      |                |
| 7    | Холандија   | 39,200  | 2      |                |
| 8    | Русија      | 38,382  | 0      | [Напомена РУС] |
| 9    | Белгија     | 36,500  | 2      |                |
| 10   | Аустрија    | 35,825  | 2      |                |
| 11   | Шкотска     | 33,375  | 2      |                |
| 12   | Украјина    | 33,100  | 2      |                |
| 13   | Турска      | 30,100  | 2      |                |
| 14   | Данска      | 27,875  | 2      |                |
| 15   | Кипар       | 27,750  | 2      |                |
| 16   | Србија      | 26,750  | 1      |                |
| 17   | Чешка       | 26,600  | 1      |                |
| 18   | Хрватска    | 26,275  | 1      |                |
| 19   | Швајцарска  | 26,225  | 1      |                |

| Поз. | Савез               | Коеф.  | Бр. ФК | Дод.           |
| ---- | ------------------- | ------ | ------ | -------------- |
| 20   | Грчка               | 26,000 | 1      |                |
| 21   | Израел              | 24,375 | 1      |                |
| 22   | Норвешка            | 21,000 | 1      |                |
| 23   | Шведска             | 20,500 | 1      |                |
| 24   | Бугарска            | 20,375 | 1      |                |
| 25   | Румунија            | 18,200 | 1      |                |
| 26   | Азербејџан          | 16,875 | 1      |                |
| 27   | Казахстан           | 15,625 | 1      |                |
| 28   | Мађарска            | 15,500 | 1      |                |
| 29   | Белорусија          | 15,250 | 1      |                |
| 30   | Пољска              | 15,125 | 1      |                |
| 31   | Словенија           | 14,250 | 1      |                |
| 32   | Словачка            | 13,625 | 1      |                |
| 33   | Лихтенштајн         | 9,000  | 0      | [Напомена ЛИХ] |
| 34   | Литванија           | 8,750  | 1      |                |
| 35   | Луксембург          | 8,250  | 1      |                |
| 36   | Босна и Херцеговина | 8,000  | 1      |                |
| 37   | Ирска               | 7,875  | 1      |                |
| 38   | Северна Македонија  | 7,625  | 1      |                |

| Поз. | Савез            | Коеф. | Бр. ФК | Дод. |
| ---- | ---------------- | ----- | ------ | ---- |
| 39   | Јерменија        | 7,375 | 1      |      |
| 40   | Летонија         | 7,375 | 1      |      |
| 41   | Албанија         | 7,250 | 1      |      |
| 42   | Северна Ирска    | 6,958 | 1      |      |
| 43   | Грузија          | 6,875 | 1      |      |
| 44   | Финска           | 6,875 | 1      |      |
| 45   | Молдавија        | 6,875 | 1      |      |
| 46   | Малта            | 6,375 | 1      |      |
| 47   | Фарска Острва    | 6,125 | 1      |      |
| 48   | Република Косово | 5,833 | 1      |      |
| 49   | Гибралтар        | 5,666 | 1      |      |
| 50   | Црна Гора        | 5,000 | 1      |      |
| 51   | Велс             | 5,000 | 1      |      |
| 52   | Исланд           | 4,875 | 1      |      |
| 53   | Естонија         | 4,750 | 1      |      |
| 54   | Андора           | 3,331 | 1      |      |
| 55   | Сан Марино       | 1,166 | 1      |      |

### Распоред екипа
У следећој табели дат је распоред клубова по фазама такмичења у текућој сезони.
|                                     |                                    | Екипе које почињу такмичење од наведене фазе | Екипе које су се квалификовале из претходне фазе                                          |
| ----------------------------------- | ---------------------------------- | --- | ----------------------------------------------------------------------------------------- |
| Прелиминарно коло (4 екипе)         | Прелиминарно коло (4 екипе)        | - 4 првопласираних екипа националних првенстава из савеза који су рангирани од 52. до 55. места |                                                                                           |
| Прво коло квалификација (34 екипе)  | Прво коло квалификација (34 екипе) | - 33 првопласиране екипе националних првенстава из савеза који су рангирани од 22. до 51. места (изузев Лихтенштајна)Напомена ЛИХ[›] | - 1 победник из прелиминарног кола                                                        |
| Друго коло квалификација (26 екипа) | Стаза првака (20 екипа)            | - 5 првопласираних екипа националних првенстава из савеза који су рангирани од 17. до 21. места | - 15 победника из првог кола квалификација                                                |
| Друго коло квалификација (26 екипа) | Стаза лиге (6 екипа)               | - 4 другопласиране екипе националних првенстава из савеза који су рангирани од 12. до 15. места |                                                                                           |
| Треће коло квалификација (20 екипа) | Стаза првака (12 екипа)            | - 2 првопласиране екипе националних првенстава из савеза који су рангирани на 15. и 16. месту | - 10 победника из другог кола квалификација (стаза првака)                                |
| Треће коло квалификација (20 екипа) | Стаза лиге (8 екипа)               | - 4 другопласиране екипе националних првенстава из савеза који су рангирани од 7. до 11. места (изузев Русије)Напомена РУС[›] - 2 трећепласиране екипе националних првенстава из савеза који су рангирани на 5. и 6. месту | - 2 победника из другог кола квалификација (стаза лиге)                                   |
| Коло плеј-офа (12 екипа)            | Стаза првака (8 екипа)             | - 2 првопласиране екипе националних првенстава из савеза који су рангирани на 13. и 14. месту | - 6 победника из трећег кола квалификација (стаза првака)                                 |
| Коло плеј-офа (12 екипа)            | Стаза лиге (4 екипе)               | | - 4 победника из трећег кола квалификација (стаза лиге)                                   |
| Групна фаза (32 екипе)              | Групна фаза (32 екипе)             | - Првак Лига Европе 2021/22. - 11 првопласираних екипа националних првенстава из савеза који су рангирани од 1. до 12. места (изузев Русије)Напомена РУС[›] - 6 другопласираних екипа из савеза који су рангирани од 1. до 6. места - 4 трећепласиране екипе из савеза који су рангирани од 1. до 4. места - 4 четвртопласиране екипе из савеза који су рангирани од 1. до 4. места | - 4 победника из кола плеј-офа (стаза првака) - 2 победника из кола плеј-офа (стаза лиге) |
| Елиминациона фаза (16 екипа)        | Елиминациона фаза (16 екипа)       | | - 8 првопласираних екипа из групне фазе - 8 другопласираних екипа из групне фазе          |

### Екипе
Ознаке у заградама означавају на који начин се свака екипа квалификовала у одређену фазу такмичења:  
- ОЛШ: освајач Лиге шампиона 2021/22;
- ОЛЕ: освајач Лиге Европе 2021/22;
- 1, 2, 3, 4, итд.: место у националном првенству у претходној сезони;
- Отк-: место у отказаном националном првенству које је одредио национални фудбалски савез.

Друго и треће коло квалификација као и коло плеј-офа подељена су на две „стазе”: стаза првака (СП) и стаза лиге (СЛ).
| Фаза такмичења           | Фаза такмичења          | Екипе                              | Екипе                                | Екипе                        | Екипе                   |
| ------------------------ | ----------------------- | ---------------------------------- | ------------------------------------ | ---------------------------- | ----------------------- |
| Групна фаза              | Групна фаза             | Реал Мадрид (1)ОЛШ                 | Ајнтрахт Франкфурт (ОЛЕ)             | Манчестер Сити (1)           | Ливерпул (2)            |
| Групна фаза              | Групна фаза             | Челси (3)                          | Тотенхем хотспер (4)                 | Барселона (2)                | Атлетико Мадрид (3)     |
| Групна фаза              | Групна фаза             | Севиља (4)                         | Милан (1)                            | Интер Милано (2)             | Наполи (3)              |
| Групна фаза              | Групна фаза             | Јувентус (4)                       | Бајерн Минхен (1)                    | Борусија Дортмунд (2)        | Бајер Леверкузен (3)    |
| Групна фаза              | Групна фаза             | РБ Лајпциг (4)                     | Париз Сен Жермен (1)                 | Олимпик Марсељ (2)           | Порто (1)               |
| Групна фаза              | Групна фаза             | Спортинг Лисабон (2)               | Ајакс (1)                            | Клуб Бриж (1)                | РБ Салцбург (1)         |
| Групна фаза              | Групна фаза             | Селтик (1)                         | Шахтјор Доњецк (Отк-1)[Напомена УКР] |                              |                         |
|                          |                         |                                    |                                      |                              |                         |
| Коло плеј-офа            | СП                      | Трабзонспор (1)                    | Копенхаген (1)                       |                              |                         |
|                          |                         |                                    |                                      |                              |                         |
| Треће коло квалификација | СП                      | Аполон Лимасол (1)                 | Црвена звезда (1)                    |                              |                         |
| Треће коло квалификација | СЛ                      | Монако (3)                         | Бенфика (3)                          | ПСВ Ајндховен (2)            | Ројал унион Сен Жил (2) |
| Треће коло квалификација | СЛ                      | Штурм Грац (2)                     | Рејнџерс (2)                         |                              |                         |
|                          |                         |                                    |                                      |                              |                         |
| Друго коло квалификација | СП                      | Викторија Плзењ (1)                | Динамо Загреб (1)                    | Цирих (1)                    | Олимпијакос (1)         |
| Друго коло квалификација | СП                      | Макаби Хаифа (1)                   |                                      |                              |                         |
| Друго коло квалификација | СЛ                      | Динамо Кијев (Отк-2)[Напомена УКР] | Фенербахче (2)                       | Мидтјиланд (2)               | АЕК Ларнака 2)          |
|                          |                         |                                    |                                      |                              |                         |
| Прво коло квалификација  | Прво коло квалификација | Боде/Глимт (1)                     | Малме (1)                            | Лудогорец (1)                | ЧФР Клуж (1)            |
| Прво коло квалификација  | Прво коло квалификација | Карабаг (1)                        | Тобол (1)                            | Ференцварош 1)               | Шахтјор Солигорск (1)   |
| Прво коло квалификација  | Прво коло квалификација | Лех Познањ (1)                     | Марибор (1)                          | Слован Братислава (1)        | Жалгирис (1)            |
| Прво коло квалификација  | Прво коло квалификација | Ф91 Диделанж (1)                   | Зрињски (1)                          | Шамрок роверси (1)           | Шкупи (1)               |
| Прво коло квалификација  | Прво коло квалификација | Пјуник (1)                         | РФС (1)                              | Тирана (1)                   | Линфилд (1)             |
| Прво коло квалификација  | Прво коло квалификација | Динамо Батуми (1)                  | Хелсинки (1)                         | Шериф Тираспољ (1)           | Хибернијанс (1)         |
| Прво коло квалификација  | Прво коло квалификација | КИ (1)                             | Балкани (1)                          | Линколн ред импс (1)         | Сутјеска Никшић (1)     |
| Прво коло квалификација  | Прво коло квалификација | Њу сејнтс (1)                      |                                      |                              |                         |
|                          |                         |                                    |                                      |                              |                         |
| Прелиминарно коло        | Прелиминарно коло       | Викингир Рејкјавик (1)             | Левадија Талин (1)                   | Интер Ескалдес-Енгордани (1) | Ла фјорита (1)          |

Напомене
1. ^ Лихтенштајн (ЛИХ): Свих седам екипа под окриљем Фудбалског савеза Лихтенштајна (ФСЛ) играју у Швајцарској. Једино такмичење које организује ФСЛ јесте Куп Лихтенштајна — чији победник улази у друго коло квалификација за Лигу конференције.
2. ^ Русија (РУС): Дана 28. фебруара 2022. године, Фифа и Уефа су суспендовале руске фудбалске клубове као и све фудбалске селекције Русије поводом почетка војне инвазије Русије на Украјину. Тиме им је забрањен наступ у такмичењима које организују те две организације.[8] Дана 2. маја 2022. године, Уефа је потврдила да ће руским клубовима бити забрањен наступ у њеним такмичењима за сезону 2022/23.[9]
3. ^ Украјина (УКР): Премијер лига Украјине 2021/22. била је отказана због војне инвазије Руске Федерације на Украјину. Првопласирану и другопласирану екипу у лиги у тренутку отказивања првенства (Шахтјор Доњецк и Динамо Кијев) одабрао је Фудбалски савез Украјине да наступају у Лиги шампиона 2022/23.

## Распоред такмичења
Распоред одигравања утакмица у Лиги шампиона 2022/23. наведен је у доњој табели.
| Фаза              | Коло                     | Жреб              | Прва утакмица                                 | Друга утакмица                                |
| ----------------- | ------------------------ | ----------------- | --------------------------------------------- | --------------------------------------------- |
| Квалификације     | Прелиминарна рунда       | 7. јун 2022.      | 21. јун 2022.                                 | 24. јун 2022.                                 |
| Квалификације     | Прво коло квалификација  | 14. јун 2022.     | 5—6. јул 2022.                                | 12—13. јул 2022                               |
| Квалификације     | Друго коло квалификација | 15. јун 2022.     | 19—20. јул 2022.                              | 26—27. јул 2022.                              |
| Квалификације     | Треће коло квалификација | 18. јул 2022.     | 2—3. август 2022.                             | 9-10. август 2022.                            |
| Квалификације     | Коло плеј-офа            | 1. август 2022.   | 16—17. август 2022.                           | 23—24. август 2022.                           |
| Групна фаза       | 1. коло                  | 25. август 2022.  | 6—7 септембар 2022.                           | 6—7 септембар 2022.                           |
| Групна фаза       | 2. коло                  | 25. август 2022.  | 13—14. септембар 2022.                        | 13—14. септембар 2022.                        |
| Групна фаза       | 3. коло                  | 25. август 2022.  | 4—5. октобар 2022.                            | 4—5. октобар 2022.                            |
| Групна фаза       | 4. коло                  | 25. август 2022.  | 11—12. октобар 2022.                          | 11—12. октобар 2022.                          |
| Групна фаза       | 5. коло                  | 25. август 2022.  | 25—26. октобар 2022.                          | 25—26. октобар 2022.                          |
| Групна фаза       | 6. коло                  | 25. август 2022.  | 1—2. новембар 2022.                           | 1—2. новембар 2022.                           |
| Елиминациона фаза | Осмина финала            | 7. новембар 2022. | 14—15 и 21—22 фебруар 2023.                   | 7—8 и 14—15. март 2023.                       |
| Елиминациона фаза | Четвртфинале             | 17. март 2023.    | 11—12. април 2023.                            | 18—19. април 2023.                            |
| Елиминациона фаза | Полуфинале               | 17. март 2023.    | 9—10. мај 2023.                               | 16—17. мај 2023.                              |
| Елиминациона фаза | Финале                   | 17. март 2023.    | 10. јун 2023. на Олимпијском стадиону Ататурк | 10. јун 2023. на Олимпијском стадиону Ататурк |

## Квалификације

### Прелиминарно коло
Прелиминарно коло је било турнирског типа. Победник ове рунде пласирао се у прво коло квалификација за Лигу шампиона. Поражене екипе наставиле су са такмичењем у другом колу квалификација за Лигу конференције.
| Тим #1                   | рез.       | Тим #2                   |
| Полуфинале               | Полуфинале | Полуфинале               |
| ------------------------ | ---------- | ------------------------ |
| Левадија Талин           | 1 : 6      | Викингир Рејкјавик       |
| Ла фјорита               | 1 : 2      | Интер Ескалдес-Енгордани |
| Финале                   |            |                          |
| Интер Ескалдес-Енгордани | 0 : 1      | Викингир Рејкјавик       |

### Прво коло квалификација
Жреб за прво коло квалификација одржан је 14. јуна 2022. године. Прве утакмице су игране 5. и 6. јула, а реванш мечеви 12. и 13. јула 2022.
Победници двомеча су обезбедили пролаз у стазу првака другог кола квалификација. Поражене екипе су пребачене у друго коло квалификација за Лигу конференције.
| Тим #1            | рез.                | Тим #2             | прва утакмица | друга утакмица   |
| ----------------- | ------------------- | ------------------ | ------------- | ---------------- |
| Пјуник            | 2 : 2 (4 : 3, пен.) | ЧФР Клуж           | 0 : 0         | 2 : 2 (п. с. н.) |
| Марибор           | 2 : 0               | Шахтјор Солигорск  | 0 : 0         | 2 : 0            |
| Лудогорец         | 3 : 0               | Сутјеска Никшић    | 2 : 0         | 1 : 0            |
| Ф91 Диделанж      | 3 : 1               | Тирана             | 1 : 0         | 2 : 1            |
| Тобол             | 1 : 5               | Ференцварош        | 0 : 0         | 1 : 5            |
| Малме             | 6 : 5               | Викингир Рејкјавик | 3 : 2         | 3 : 3            |
| Балкани           | 1 : 2               | Жалгирис           | 1 : 1         | 0 : 1 (п. с. н.) |
| Хелсинки          | 2 : 2 (5 : 4, пен.) | РФС                | 1 : 1         | 1 : 2 (п. с. н.) |
| Боде/Глимт        | 4 : 3               | Клаксвик           | 3 : 0         | 1 : 3            |
| Њу сејнтс         | 1 : 2               | Линфилд            | 1 : 0         | 0 : 2 (п. с. н.) |
| Шамрок роверси    | 3 : 0               | Хибернијанс        | 3 : 0         | 0 : 0            |
| Лех Познањ        | 2 : 5               | Карабаг            | 1 : 0         | 1 : 5            |
| Шкупи             | 3 : 2               | Линколн ред импс   | 3 : 0         | 0 : 2            |
| Зрињски           | 0 : 1               | Шериф Тираспољ     | 0 : 0         | 0 : 1            |
| Слован Братислава | 2 : 1               | Динамо Батуми      | 0 : 0         | 2 : 1 (п. с. н.) |

1. 1 2  Жребом је одлучено да две поражене екипе у првом колу квалификација за Лигу шампиона аутоматски пролазе даље у треће коло квалификација за Лигу конференција.

### Друго коло квалификација
Жреб за друго коло квалификација одржан је 15. јуна 2022. године. Прве утакмице су игране 19. и 20. јула, а реванш мечеви 26. и 27. јула 2022.
Друго коло квалификација подељено је у два одвојена дела: један за националне прваке (стаза првака) и један за остале екипе (стаза лиге). Победници двомеча су обезбедили пролаз у одговарајућу стазу трећег кола квалификација. Поражене екипе су пребачене у одговарајућу стазу трећег кола квалификација за Лигу Европе.
| Тим #1        | рез.                | Тим #2            | прва утакмица | друга утакмица   |              |
| Стаза првака  | Стаза првака        | Стаза првака      | Стаза првака  | Стаза првака     | Стаза првака |
| ------------- | ------------------- | ----------------- | ------------- | ---------------- | ------------ |
| Ференцварош   | 5 : 3               | Слован Братислава | 1 : 2         | 4 : 1            |              |
| Динамо Загреб | 3 : 2               | Шкупи             | 2 : 2         | 1 : 0            |              |
| Карабаг       | 5 : 4               | Цирих             | 3 : 2         | 2 : 2 (п. с. н.) |              |
| Хелсинки      | 1 : 7               | Викторија Плзењ   | 1 : 2         | 0 : 5            |              |
| Линфилд       | 1 : 8               | Боде/Глимт        | 1 : 0         | 0 : 8            |              |
| Жалгирис      | 3 : 0               | Малме             | 1 : 0         | 2 : 0            |              |
| Лудогорец     | 4 : 2               | Шамрок роверси    | 3 : 0         | 1 : 2            |              |
| Марибор       | 0 : 1               | Шериф Тираспољ    | 0 : 0         | 0 : 1            |              |
| Макаби Хаифа  | 5 : 1               | Олимпијакос       | 1 : 1         | 4 : 0            |              |
| Пјуник        | 4 : 2               | Ф91 Диделанж      | 0 : 1         | 4 : 1            |              |
| Стаза лиге    |                     |                   |               |                  |              |
| Мидтјиланд    | 2 : 2 (4 : 3, пен.) | АЕК Ларнака       | 1 : 1         | 1 : 1 (п. с. н.) |              |
| Динамо Кијев  | 2 : 1               | Фенербахче        | 0 : 0         | 2 : 1 (п. с. н.) |              |

### Треће коло квалификација
Жреб за треће коло квалификација одржан је 18. јула 2022. године. Прве утакмице су игране 2. и 3. августа, а реванш мечеви 9. августа 2022.
Треће коло квалификација подељено је у два одвојена дела: један за националне прваке (стаза првака) и један за остале екипе (стаза лиге). Победници двомеча су обезбедили пролаз у одговарајућу стазу кола плеј-офа. 
Поражене екипе из стазе првака пребачене су у коло плеј-офа за улазак у Лигу Европе, а поражене екипе из стазе лиге пребачене су у групну фазе Лиге Европе.
| Тим #1              | рез.         | Тим #2          | прва утакмица | друга утакмица   |              |
| Стаза првака        | Стаза првака | Стаза првака    | Стаза првака  | Стаза првака     | Стаза првака |
| ------------------- | ------------ | --------------- | ------------- | ---------------- | ------------ |
| Макаби Хаифа        | 4 : 2        | Аполон Лимасол  | 4 : 0         | 0 : 2            |              |
| Карабаг             | 4 : 2        | Ференцварош     | 1 : 1         | 3 : 1            |              |
| Лудогорец           | 3 : 6        | Динамо Загреб   | 1 : 2         | 2 : 4            |              |
| Шериф Тираспољ      | 2 : 4        | Викторија Плзењ | 1 : 2         | 1 : 2            |              |
| Боде/Глимт          | 6 : 1        | Жалгирис        | 5 : 0         | 1 : 1            |              |
| Црвена звезда       | 7 : 0        | Пјуник          | 5 : 0         | 2 : 0            |              |
| Стаза лиге          |              |                 |               |                  |              |
| Монако              | 3 : 4        | ПСВ Ајндховен   | 1 : 1         | 2 : 3 (п. с. н.) |              |
| Динамо Кијев        | 3 : 1        | Штурм Грац      | 1 : 0         | 2 : 1 (п. с. н.) |              |
| Ројал унион Сен Жил | 2 : 3        | Рејнџерс        | 2 : 0         | 0 : 3            |              |
| Бенфика             | 7 : 2        | Мидтјиланд      | 4 : 1         | 3 : 1            |              |

### Коло плеј-офа
Жреб за коло плеј-офа одржан је 2. августа 2022. године. Прве утакмице су игране 16. и 17. августа, а реванш мечеви 23. и 24. августа 2022.
Коло плеј-офа подељено је у два одвојена дела: један за националне прваке (стаза првака) и један за остале екипе (стаза лиге). Победници двомеча су обезбедили учешће у групној фази такмичења. Поражене екипе су пребачене у групну фазу Лиге Европе.
| Тим #1       | рез.         | Тим #2          | прва утакмица | друга утакмица |              |
| Стаза првака | Стаза првака | Стаза првака    | Стаза првака  | Стаза првака   | Стаза првака |
| ------------ | ------------ | --------------- | ------------- | -------------- | ------------ |
| Карабаг      | 1 : 2        | Викторија Плзењ | 0:0           | 1:2            |              |
| Боде/Глимт   | 2 : 4        | Динамо Загреб   | 1:0           | 1:4 (п. с. н.) |              |
| Макаби Хаифа | 5 : 4        | Црвена звезда   | 3:2           | 2:2            |              |
| Копенхаген   | 2 : 1        | Трабзонспор     | 2:1           | 0:0            |              |
| Стаза лиге   |              |                 |               |                |              |
| Динамо Кијев | 0 : 5        | Бенфика         | 0:2           | 0:3            |              |
| Рејнџерс     | 3 : 2        | ПСВ Ајндховен   | 2:2           | 1:0            |              |

## Групна фаза
Жреб за групну фазу одржан је 25. августа 2022. године. Тридесет и две екипе распоређене су у осам група, а свака група се састоји од по четири екипе. Током жребања, екипе су подељене у четири шешира на основу следећих правила:
- У првом шеширу су смештени освајачи титула Лиге шампиона и Лиге Европе из претходне сезоне, као и прваци првенстава првих шест савеза који су рангирани на Уефиној ранг-листи савеза за 2021. годину;
- У други, трећи и четврти шешир смештене су преостале екипе, које су распоређене у шеширима на основу својих клупских коефицијената у 2021. години.

Екипе из истог савеза нису могле бити извучене у истој групи.
Ајнтрахт Франкфурт је дебитовао у групној фази (и први пут учествовао у најјачем европском клупском такмичењу од сезоне 1959/60) као освајач Лиге Европе 2021/22. Први пут се догодило да пет клубова из Немачке игра у групној фази.
| Легенда:                                                                       |
| ------------------------------------------------------------------------------ |
| Првопласирана и другопласирана екипа пролазе у осмину финала.                  |
| Трећепласирана екипа одлази у бараж за улазак у елиминациону фазу Лиге Европе. |
| Екипа је елиминисана из даљег такмичења.                                       |

### Група А
| Клуб     | АЈА   | ЛИВ   | НАП   | РЏС   |
| -------- | ----- | ----- | ----- | ----- |
| Ајакс    | —     | 0 : 3 | 1 : 6 | 4 : 0 |
| Ливерпул | 2 : 1 | —     | 2 : 0 | 2 : 0 |
| Наполи   | 4 : 2 | 4 : 1 | —     | 3 : 0 |
| Ренџерс  | 1 : 3 | 1 : 7 | 0 : 3 | —     |

| Табела      | ИГ | Д | Н | И | ГД | ГП | ГР  | Бод. |
| ----------- | -- | - | - | - | -- | -- | --- | ---- |
| 1. Наполи   | 6  | 5 | 0 | 1 | 20 | 6  | +14 | 15   |
| 2. Ливерпул | 6  | 5 | 0 | 1 | 17 | 6  | +11 | 15   |
| 3. Ајакс    | 6  | 2 | 0 | 4 | 11 | 16 | −5  | 6    |
| 4. Ренџерс  | 6  | 0 | 0 | 6 | 2  | 22 | −20 | 0    |

### Група Б
| Клуб             | ПОР   | АТЛ   | ЛЕВ   | БРИ   |
| ---------------- | ----- | ----- | ----- | ----- |
| Порто            | —     | 2 : 1 | 2 : 0 | 0 : 4 |
| Атлетико Мадрид  | 2 : 1 | —     | 2 : 2 | 0 : 0 |
| Бајер Леверкузен | 0 : 3 | 2 : 0 | —     | 0:0   |
| Клуб Бриж        | 0 : 4 | 2 : 0 | 1 : 0 | —     |

| Табела              | ИГ | Д | Н | И | ГД | ГП | ГР | Бод. |
| ------------------- | -- | - | - | - | -- | -- | -- | ---- |
| 1. Порто            | 6  | 4 | 0 | 2 | 12 | 7  | +5 | 12   |
| 2. Клуб Бриж        | 6  | 3 | 2 | 1 | 7  | 4  | +3 | 11   |
| 3. Бајер Леверкузен | 6  | 1 | 2 | 3 | 4  | 8  | −4 | 5    |
| 4. Атлетико Мадрид  | 6  | 1 | 2 | 3 | 5  | 9  | −4 | 5    |

### Група Ц
| Клуб            | БАЈ   | БАР   | ИНТ   | ВИК   |
| --------------- | ----- | ----- | ----- | ----- |
| Бајерн Минхен   | —     | 2 : 0 | 2 : 0 | 5 : 0 |
| Барселона       | 0 : 3 | —     | 3 : 3 | 5 : 1 |
| Интер Милано    | 0 : 2 | 1 : 0 | —     | 4 : 0 |
| Викторија Плзењ | 2 : 4 | 2 : 4 | 0 : 2 | —     |

| Табела             | ИГ | Д | Н | И | ГД | ГП | ГР  | Бод. |
| ------------------ | -- | - | - | - | -- | -- | --- | ---- |
| 1. Бајерн Минхен   | 6  | 6 | 0 | 0 | 18 | 2  | +16 | 18   |
| 2. Интер Милано    | 6  | 3 | 1 | 2 | 10 | 7  | +3  | 10   |
| 3. Барселона       | 6  | 2 | 1 | 3 | 12 | 12 | 0   | 7    |
| 4. Викторија Плзењ | 6  | 0 | 0 | 6 | 5  | 24 | −19 | 0    |

### Група Д
| Клуб             | АЈН   | ТОТ   | СПО   | ОЛМ   |
| ---------------- | ----- | ----- | ----- | ----- |
| Ајнтрахт Ф.      | —     | 0 : 0 | 0 : 3 | 2 : 1 |
| Тотенхем хотспер | 3 : 2 | —     | 1 : 1 | 2 : 0 |
| Спортинг Лисабон | 1 : 2 | 2 : 0 | —     | 0 : 2 |
| Олимпик Марсељ   | 0 : 1 | 1 : 2 | 4 : 1 | —     |

| Табела              | ИГ | Д | Н | И | ГД | ГП | ГР | Бод. |
| ------------------- | -- | - | - | - | -- | -- | -- | ---- |
| 1. Тотенхем хотспер | 6  | 3 | 2 | 1 | 8  | 6  | +2 | 11   |
| 2. Ајнтрахт Ф.      | 6  | 3 | 1 | 2 | 7  | 8  | −1 | 10   |
| 3. Спортинг Лисабон | 6  | 2 | 1 | 3 | 8  | 9  | –1 | 7    |
| 4. Олимпик Марсељ   | 6  | 2 | 0 | 4 | 8  | 8  | 0  | 6    |

### Група Е
| Клуб             | МИЛ   | ЧЕЛ   | САЛ   | ДИН   |
| ---------------- | ----- | ----- | ----- | ----- |
| Милан            | —     | 0 : 2 | 4 : 0 | 3 : 1 |
| Челси            | 3 : 0 | —     | 1 : 1 | 2 : 1 |
| Ред бул Салцбург | 1 : 1 | 1 : 2 | —     | 1 : 0 |
| Динамо Загреб    | 0 : 4 | 1 : 0 | 1 : 1 | —     |

| Табела              | ИГ | Д | Н | И | ГД | ГП | ГР | Бод. |
| ------------------- | -- | - | - | - | -- | -- | -- | ---- |
| 1. Челси            | 6  | 4 | 1 | 1 | 10 | 4  | +6 | 13   |
| 2. Милан            | 6  | 3 | 1 | 2 | 12 | 7  | +5 | 10   |
| 3. Ред бул Салцбург | 6  | 1 | 3 | 2 | 5  | 9  | −4 | 6    |
| 4. Динамо Загреб    | 6  | 1 | 1 | 4 | 4  | 11 | −7 | 4    |

### Група Ф
| Клуб           | РМД   | ЛАЈ   | ШАХ   | СЕЛ   |
| -------------- | ----- | ----- | ----- | ----- |
| Реал Мадрид    | —     | 2 : 0 | 2 : 1 | 5 : 1 |
| РБ Лајпциг     | 3 : 2 | —     | 1 : 4 | 3 : 1 |
| Шахтјор Доњецк | 1 : 1 | 0 : 4 | —     | 1 : 1 |
| Селтик         | 0 : 3 | 0 : 2 | 1 : 1 | —     |

| Табела            | ИГ | Д | Н | И | ГД | ГП | ГР  | Бод. |
| ----------------- | -- | - | - | - | -- | -- | --- | ---- |
| 1. Реал Мадрид    | 6  | 4 | 1 | 1 | 15 | 6  | +9  | 13   |
| 2. РБ Лајпциг     | 6  | 4 | 0 | 2 | 13 | 9  | +4  | 12   |
| 3. Шахтјор Доњецк | 6  | 1 | 3 | 2 | 8  | 10 | −2  | 6    |
| 4. Селтик         | 6  | 0 | 2 | 4 | 4  | 15 | −11 | 2    |

### Група Г
| Клуб              | МАН   | СЕВ   | БОР   | КОП   |
| ----------------- | ----- | ----- | ----- | ----- |
| Манчестер Сити    | —     | 3 : 1 | 2 : 1 | 5 : 0 |
| Севиља            | 0 : 4 | —     | 1 : 4 | 3 : 0 |
| Борусија Дортмунд | 0 : 0 | 1 : 1 | —     | 3 : 0 |
| Копенхаген        | 0 : 0 | 0 : 0 | 1 : 1 | —     |

| Табела               | ИГ | Д | Н | И | ГД | ГП | ГР  | Бод. |
| -------------------- | -- | - | - | - | -- | -- | --- | ---- |
| 1. Манчестер Сити    | 6  | 4 | 2 | 0 | 14 | 2  | +12 | 14   |
| 2. Борусија Дортмунд | 6  | 2 | 3 | 1 | 10 | 5  | +5  | 9    |
| 3. Севиља            | 6  | 1 | 2 | 3 | 6  | 12 | −6  | 5    |
| 4. Копенхаген        | 6  | 0 | 3 | 3 | 1  | 12 | −11 | 3    |

### Група Х
| Клуб             | ПСЖ   | ЈУВ   | БЕН   | МАК   |
| ---------------- | ----- | ----- | ----- | ----- |
| Париз Сен Жермен | —     | 2 : 1 | 1 : 1 | 7 : 2 |
| Јувентус         | 1 : 2 | —     | 1 : 2 | 3 : 1 |
| Бенфика          | 1 : 1 | 4 : 3 | —     | 2 : 0 |
| Макаби Хаифа     | 1 : 3 | 2 : 0 | 1 : 6 | —     |

| Табела              | ИГ | Д | Н | И | ГД | ГП | ГР  | Бод. |
| ------------------- | -- | - | - | - | -- | -- | --- | ---- |
| 1. Бенфика          | 6  | 4 | 2 | 0 | 16 | 7  | +9  | 14   |
| 2. Париз Сен Жермен | 6  | 4 | 2 | 0 | 16 | 7  | +9  | 14   |
| 3. Јувентус         | 6  | 1 | 0 | 5 | 9  | 13 | −4  | 3    |
| 4. Макаби Хаифа     | 6  | 1 | 0 | 5 | 7  | 21 | −14 | 3    |

## Елиминациона фаза

### Осмина финала
Жреб је био одржан 7. новембра 2022. године. Прве утакмице су игране 14, 15, 21. и 22. фебруара, а реванш мечеви 7, 8, 14. и 15. марта 2023. године.
| Тим #1             | рез.  | Тим #2           | прва утакмица | друга утакмица |
| ------------------ | ----- | ---------------- | ------------- | -------------- |
| РБ Лајпциг         | 1 : 8 | Манчестер Сити   | 1 : 1         | 0 : 7          |
| Клуб Бриж          | 1 : 7 | Бенфика          | 0 : 2         | 1 : 5          |
| Ливерпул           | 2 : 6 | Реал Мадрид      | 2 : 5         | 0 : 1          |
| Милан              | 1 : 0 | Тотенхем хотспер | 1 : 0         | 0 : 0          |
| Ајнтрахт Франкфурт | 0 : 5 | Наполи           | 0 : 2         | 0 : 3          |
| Борусија Дортмунд  | 1 : 2 | Челси            | 1 : 0         | 0 : 2          |
| Интер Милано       | 1 : 0 | Порто            | 1 : 0         | 0 : 0          |
| Париз Сен Жермен   | 0 : 3 | Бајерн Минхен    | 0 : 1         | 0 : 2          |

### Четвртфинале
Жреб је био одржан 17. марта 2023. године. Прве утакмице су игране 11. и 12. априла, а реванш мечеви 18. и 19. априла 2023. године.
| Тим #1         | рез.  | Тим #2        | прва утакмица | друга утакмица |
| -------------- | ----- | ------------- | ------------- | -------------- |
| Реал Мадрид    | 4 : 0 | Челси         | 2 : 0         | 2 : 0          |
| Бенфика        | 3 : 5 | Интер Милано  | 0 : 2         | 3 : 3          |
| Манчестер Сити | 4 : 1 | Бајерн Минхен | 3 : 0         | 1 : 1          |
| Милан          | 2 : 1 | Наполи        | 1 : 0         | 1 : 1          |

### Полуфинале
Жреб је био одржан 17. марта 2023. године. Прве утакмице су игране 9. и 10. маја, а реванш мечеви 16. и 17. маја 2023. године.
| Тим #1      | рез.  | Тим #2         | прва утакмица | друга утакмица |
| ----------- | ----- | -------------- | ------------- | -------------- |
| Милан       | 0 : 3 | Интер Милано   | 0 : 2         | 0 : 1          |
| Реал Мадрид | 1 : 5 | Манчестер Сити | 1 : 1         | 0 : 4          |

### Финале
Финални меч је одигран 10. јуна 2023. на стадиону Ататурк у Истанбулу у Турској.
| Манчестер Сити | 1 : 0 | Интер Милано |
| -------------- | ----- | ------------ |
| - Родри 68’    |       |              |